# Chica frente a un espejo
La chica frente a un Espejo es una pintura creada por Pablo Picasso que fue creada en marzo de 1932. Considerado a ser como una de sus obras maestras , la pintura ha sido ampliamente conocida por sus variadas interpretaciones del amante y la amada.

## El fondo
Picasso estaba casado cuándo encontró con Marie-Thérèse Walter quién es el tema  de la pintura. Durante 1930s,ella se convirtió en su tema favorito y en esta pintura  utilizó  colores y símbolos para mostrar las maneras diferentes , en que él la veía y en las que ella se veía a sí misma . La obra artística está considerada como erótica en el arte de Picasso, y recibió una amplia gama de reacciones e interpretaciones.

## Descripción
La pintura es de una mujer que mira a un espejo y la imagen que forma la base de la interpretación es diferente . La mujer en la pintura se muestra como una hermosa  con piel suave y  ojos grandes. Los colores fueron utilizados para intensificar
la belleza de la mujer. La parte frontal que refleja en el espejo fue pintada con colores selectos mezclados  con colores rugosos para destacar la diferencia.

## Interpretaciones
El punto de como picasso muestra su amada representa la comprensión de una interpretación donde su belleza es el tema . El lado amarillo de su cara representa su  tiempo feliz con Picasso. Los colores brillantes representan el tiempo cuando son juntos. Este lado de su cara muestra su juventud mediante el maquillaje completo . Esta mujer fue pintada con colores que intensifican su belleza.
El reflejo representa la otra interpretación de cómo ella se ve a sí misma . Los colores utilizados aquí son oscuros y hacen que se vea muy vieja. En vez de felicidad , el significado aquí es más de odio e infelicidad, miedo y como si la vejez está llegando a su indicativo de su miedo de perder su juventud.